# Web brigade
Web brigade (ruski Веб-бригады) ili Interntske brigade naziv je za organiziranu skupinu komentatora, koja sudjeluje u internetskim forumima i online blogvima na raznim jezicima s ciljem širenja dezinformacija i sprječavanje objektivnih rasprava. Svrha je širenje stajališta i gledišta politike poslodavca.
Utvrđeno je da su i članci Wikipedije na meti internetskih propagandnih aktivnosti.
Ruska propaganda ciljano djeluje na zemlje istočne Europe i država Europske unije u svrhu ostvarenja svojih političkih ciljeva.

## Sjedište organizacije
Ured skupine nalazi se u Sankt Peterburškoj povijesnoj četvrti Olgino Po tome postoji i naziv "Trolovi iz Olgina" i "Olginski trolovi". Međutim nije nužno da svi rade u uredu u Olginu.

## Primjeri djelovanja
Prema Piotru Czerskim tijekom Krimske krize  Poljski Internet je podvrgnut je kampanjom dezinformacija po nalogu Ruske vlasti.
Autori djeluju ideološki primjerice sljedećim načinima:
- Zataškavanjem zločina staljinizma.
- Vjernost prema Putinovim režimu.
- Podrška čečenskom ratu.
- Anti-amerikanizam i anti-zapadnjaštvo.
- Nostalgija za SSSRom.
- Širenje mržnja prema inteligenciji, osobito prema svojim iseljenicima.
- Mržnja prema disidentima i zagovornicima ljudskih prava.

Tijekom rata u Ukrajini 2015. godine, prije i nakon izbijanja sukoba pomno se etiketiralo ukrajinsku vladu fašističkom.

## Methode
Djelatnici Web brigada ponekad ostavljaju i po stotinu komentara dnevno kojima kritiziraju oporbu svoje zemlje i zagovaraju stajališta Kremlja. 
Kao komentatori istovremeno reagiraju na rasprave o "tabu" temama, uključujući i povijesne uloge sovjetskog vođe Staljina, političke opozicije, disidenta poput Mikhaila Khodorkovskog, ubijene novinare, i slučajeve međunarodnog sukoba ili suparništva (sa zemljama poput Estonije, Gruzije i Ukrajine, ali i vanjske politike Sjedinjenih Država i Europske unije). Istaknuti novinar i stručnjak Peter Pomerantsev smatra da su ruski napori usmjereni na zbunjivanje pučanstva. On navodi da se ne može cenzurirati informacije, ali mogu utjecati s teorijama zavjere i glasinama.
Kako nebi bili sumnjivi, djelatnici web brigade komentiraju izmjenično po neutralnim članacima kao primjerice o putovanjima, kuhanje i o kućnim ljubimcima pa ponovo po političkim komentarima. Uglavno preplavljuju svojim komentarima medije, i čine smisleni dijalog nemoguć.
Zbirka procurjelih dokumenata koje je objavio Moy Rayon, sugerira da je djelatnost "trolova" web brigada strogo regulirana nizom smjernica. Svaki blog post napisan od strane zaposlenika web brigada mora sadržavati "ne manje od 700 znakova", tijekom dana smjene i "ne manje od 1000 znakova" tijekom noćne smjene. Uporaba grafika i ključnih riječi u postu tijelu i naslovu također je obvezna. Osim općih smjernica, blogeri imaju. Tijekom prosječnog radnog dana djelatnci web brigada moraju pod raznim imenima najmanje 50 komentara napisati. Svaki bloger mora održavati šest Facebook računa za objavljivanje najmanje tri postova na dan i raspravljanja o vijestima u skupinama barem dva puta dnevno. Do kraja prvog mjeseca, od njih se očekuje da prodobiju najmanje 500 subscribersa i dobiti barem pet postova na svaku stavku na dan. Na Twitteru od blogera se očekuje da upravljaju s 10 računa s do 2.000 sljedbenika i 50 tweetova na dan.
Lawrence Alexander 2015. godine je obtkrio mrežu propagandnih web stranica koje dijele isti Google Analytics identifikator i registracije domena. Web stranice uglavnom se bave ruskiom oporbom i politikom zapada. Ostale web stranice ovog klastera promoviraju predsjednika Putina i ruski nacionalizam i širenje navodnih vijesti iz Sirije koji predstavljaju anti-zapadne stavove.